# 5.5 Metre
La série internationale des 5.5 Metre est dérivée de la classe 6 Metre de la Jauge internationale (Metre Rule), dont le but initial était de proposer un voilier aux qualités équivalentes mais plus abordable.
Comme les classes de la Jauge internationale, les bateaux doivent correspondre au résultat d'une formule. Les paramètres sont la longueur de flottaison (corrigée), le déplacement et la surface vélique. Le déplacement est pris en compte, contrairement à la formule de la Jauge internationale.
Le résultat du calcul suivant cette formule donne une longueur théorique exprimée en mètre. Cette formule laisse une certaine place à la créativité et les voiliers de la classe peuvent présenter des différences notables, contrairement aux monotypes. Des nouveaux bateaux sont mis à l'eau chaque année.
Depuis 2010, la classe 5.5 Metre est admise aux Vintage Yachting Games.

## Formule
La formule est définie par les International Five Point Five Metre Rating Rules.
{\displaystyle 5.500{\mbox{ mètres}}\geq 0.9\cdot \left({\frac {L\cdot {\sqrt[{2}]{S}}}{12\cdot {\sqrt[{3}]{D}}}}+{\frac {L+{\sqrt[{2}]{S}}}{4}}\right)}
où
- {\displaystyle L} = longueur à la flottaison
- {\displaystyle S} = surface vélique
- {\displaystyle D} = déplacement

## Historique
Charles Ernest Nicholson conçut la classe en 1937 et les premiers bateaux répondant aux critères furent construits en 1949. Elle s'imposa rapidement face au 5 Metre comme alternative abordable aux 6 Metre et fit son apparition aux Jeux olympiques à l'édition 1952 à Helsinki et en 1953 sur la Scandinavian Gold Cup. Elle évinça la classe 6 Metre dès les Jeux olympiques d'été de 1956 à Melbourne. Victime des mêmes critiques que la classe précédente, à savoir des coûts grandissants, elle perdit son statut olympique après les Jeux olympiques d'été de 1964 à Tokyo, marquant la fin de la présence de la Jauge internationale aux Jeux. La classe conserve toutefois son activité sur un grand nombre d'autres compétitions et des championnats du monde sont courus chaque année.

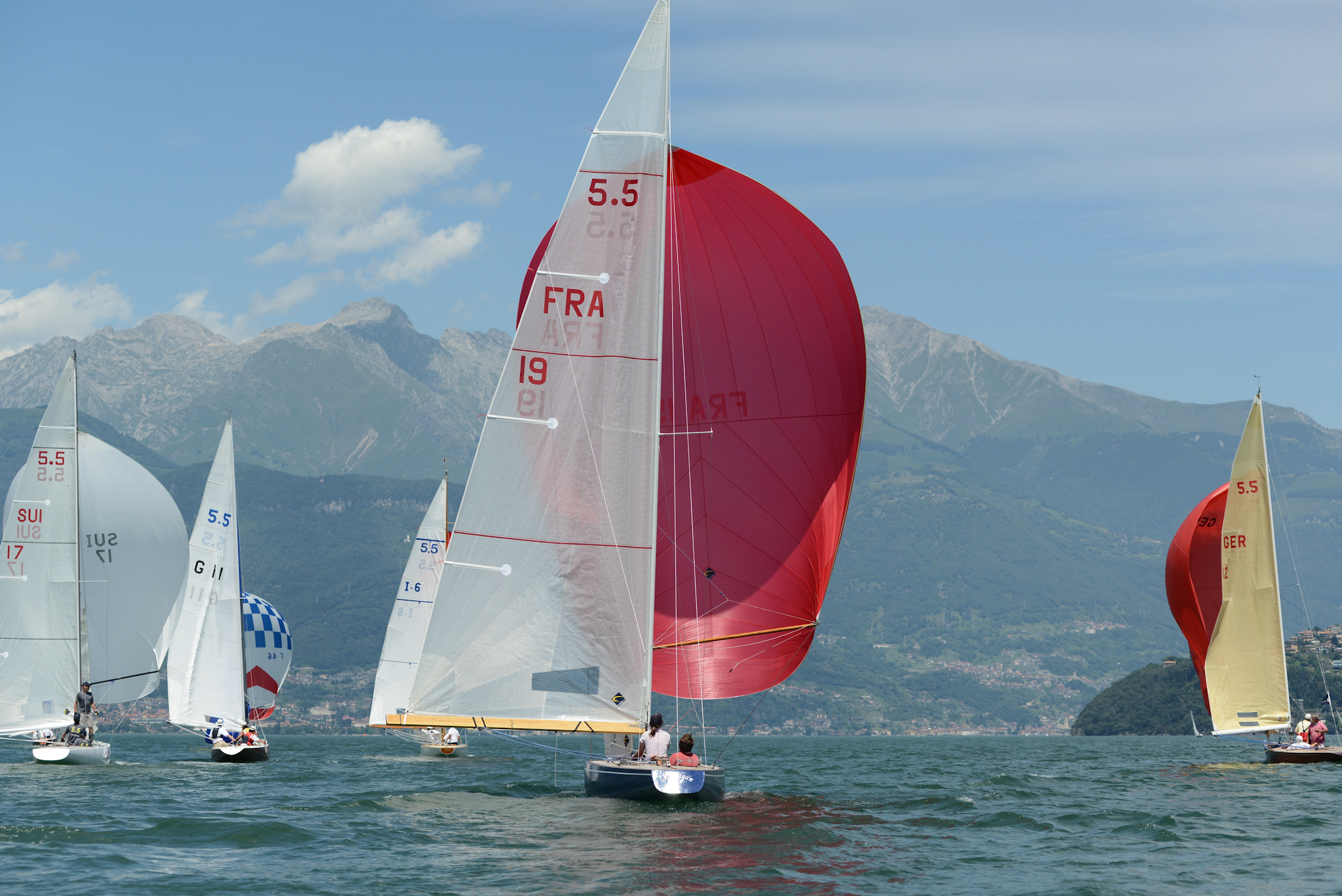
5.5 Metre sur le Lac de Côme (Italie, 2012)